# Опора линии электропередачи

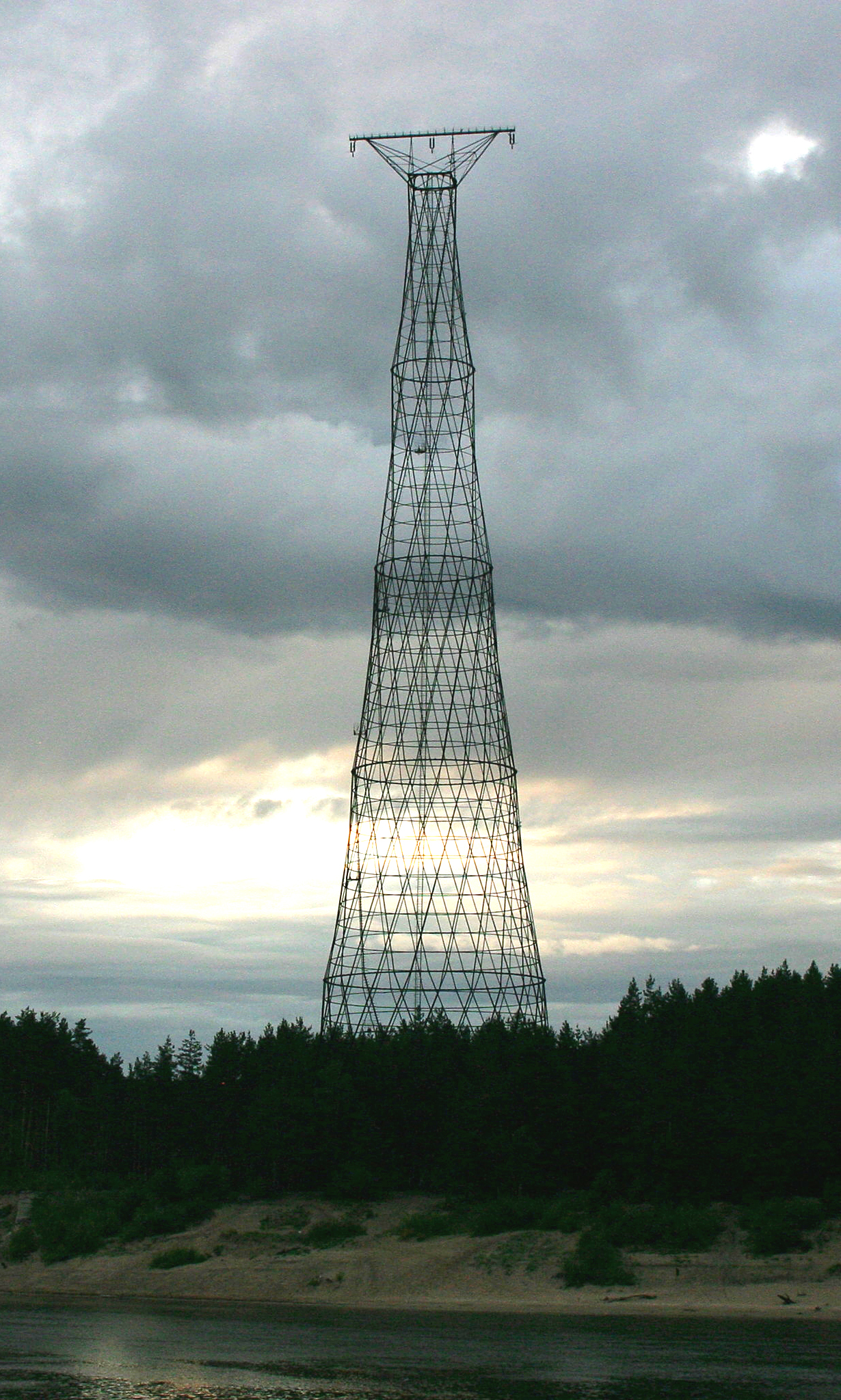
Гиперболоидная опора мостового перехода ЛЭП НИГРЭС через Оку в пригороде Дзержинска. Проект В. Г. Шухова, 1929

Опора воздушной линии электропередачи (опора ЛЭП) — сооружение для удержания проводов и при наличии — грозозащитных тросов воздушной линии электропередачи и оптоволоконных линий связи на заданном расстоянии от поверхности земли и друг от друга.

## Основные сведения

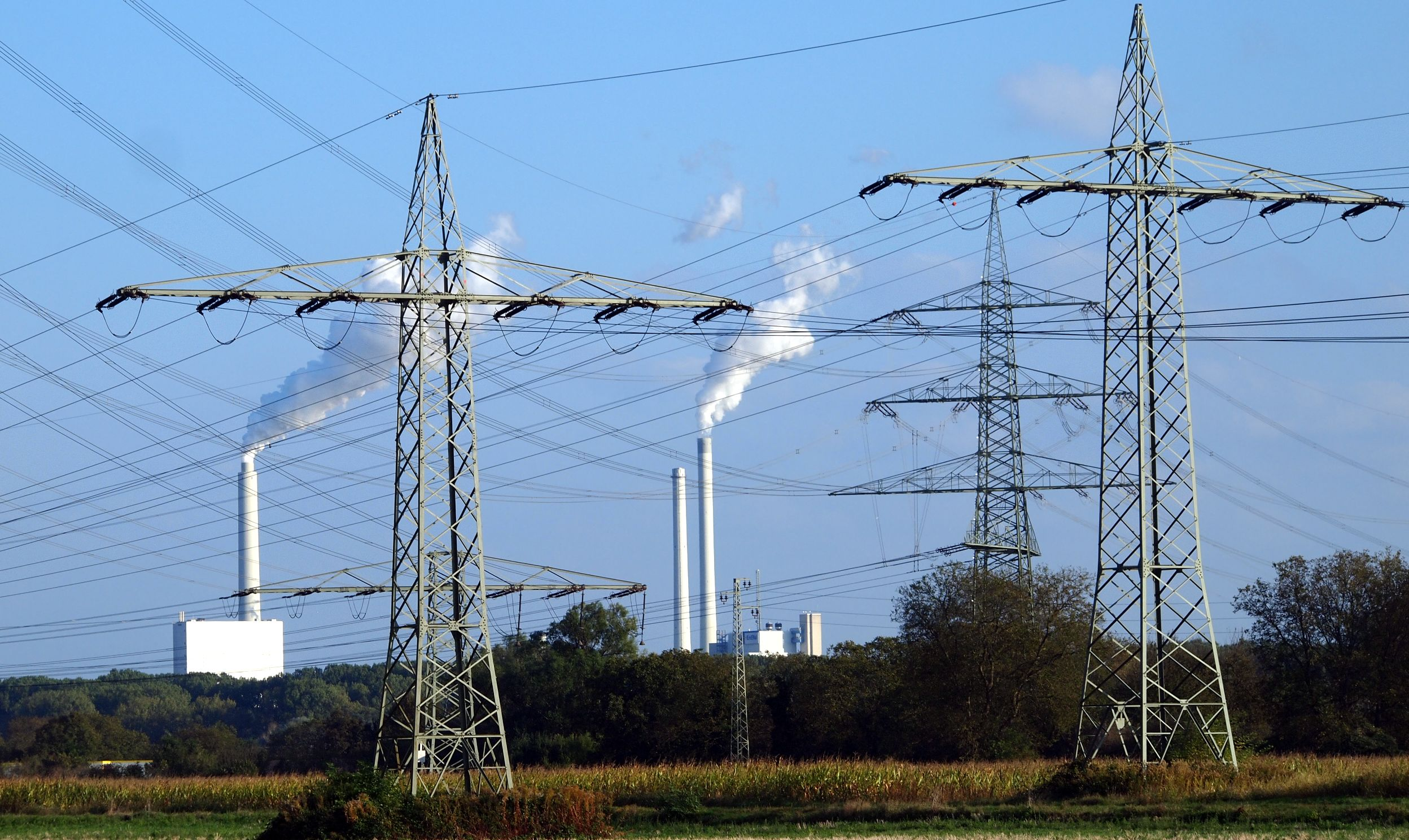
Несколько нетиповых опор линии электропередачи

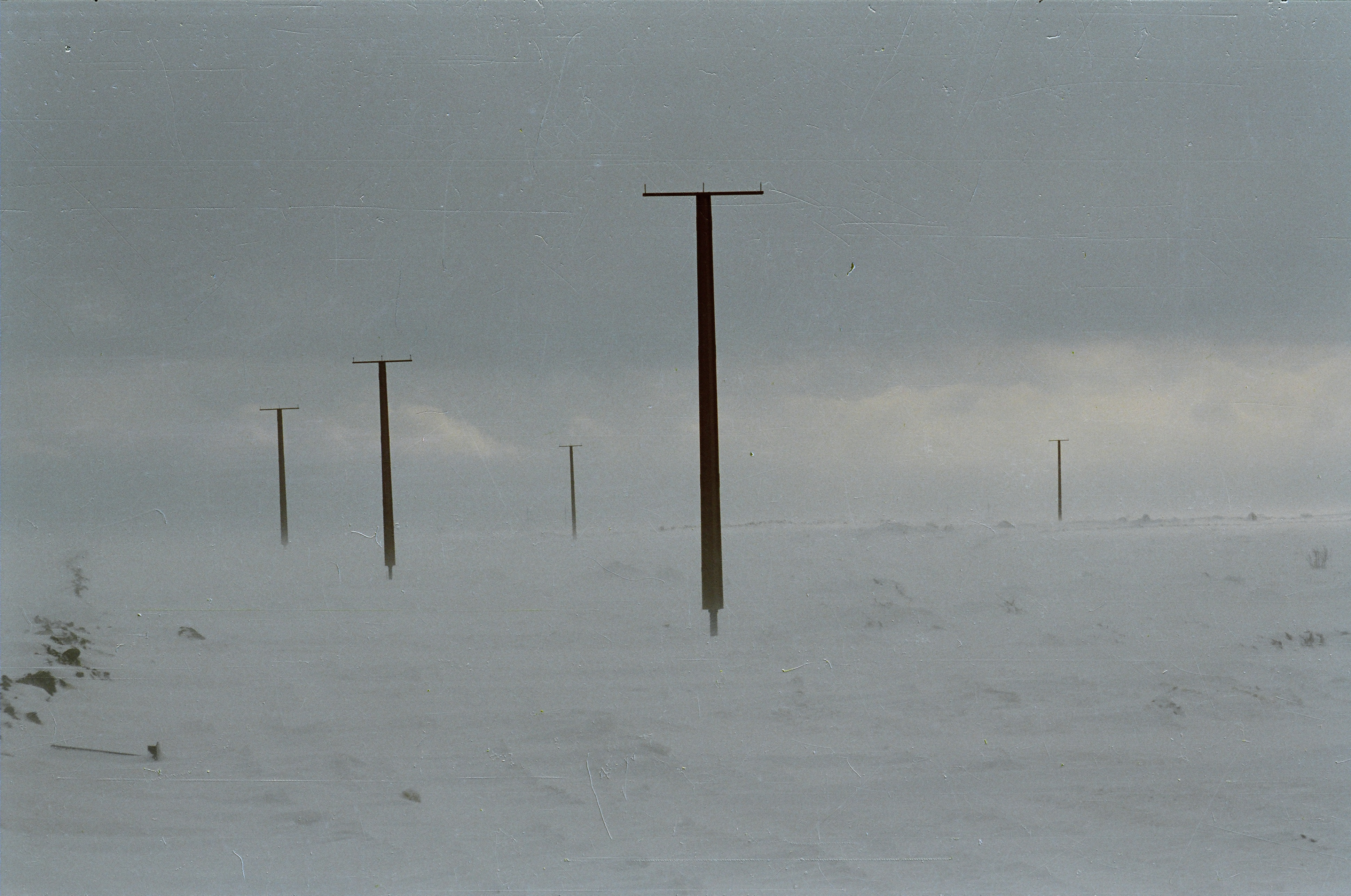
Опоры 10 кВ в районах Крайнего Севера (ГК ЭЛСИ)

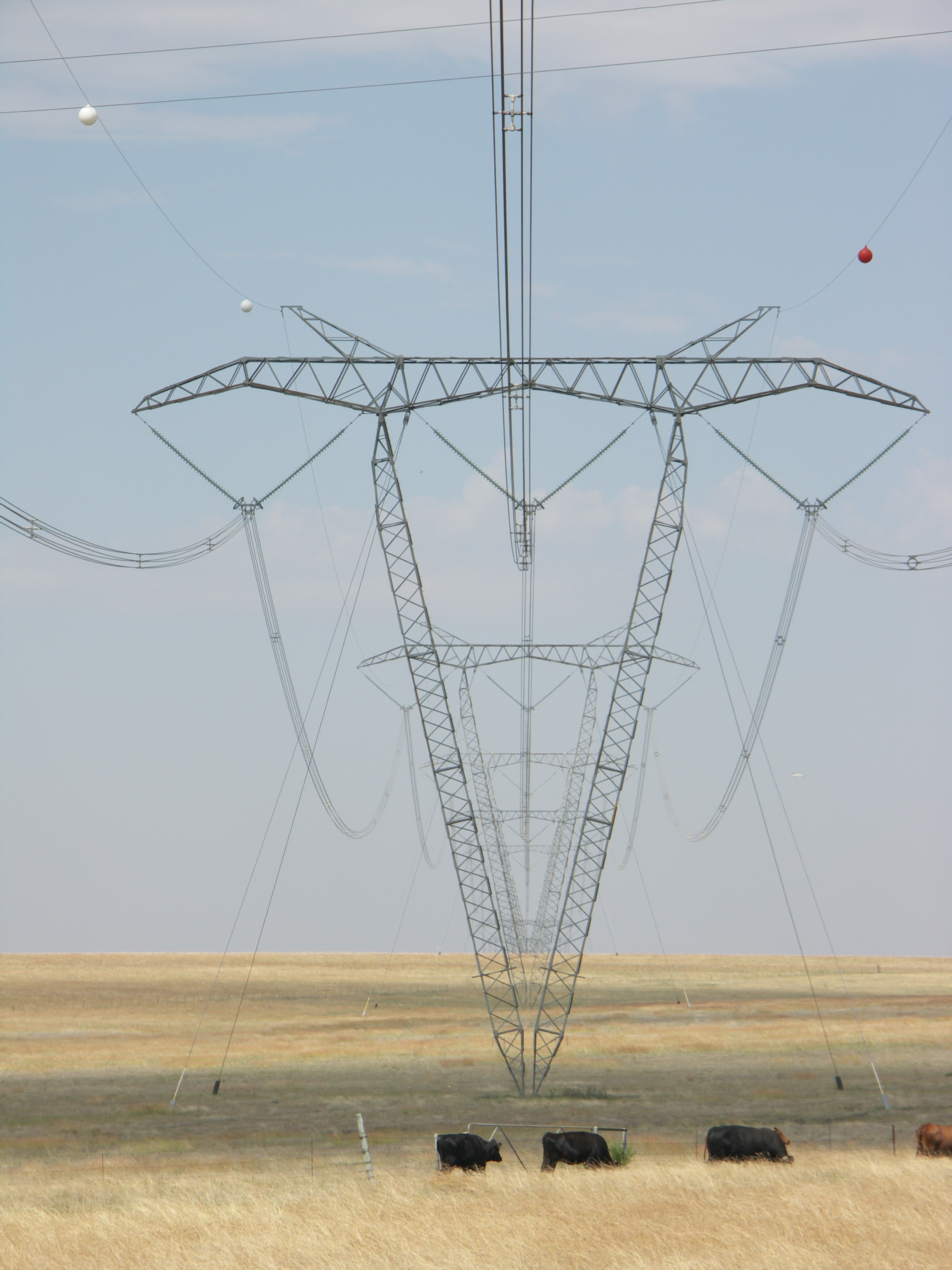
Качающаяся опора линии электропередачи на оттяжках (ЮАР)

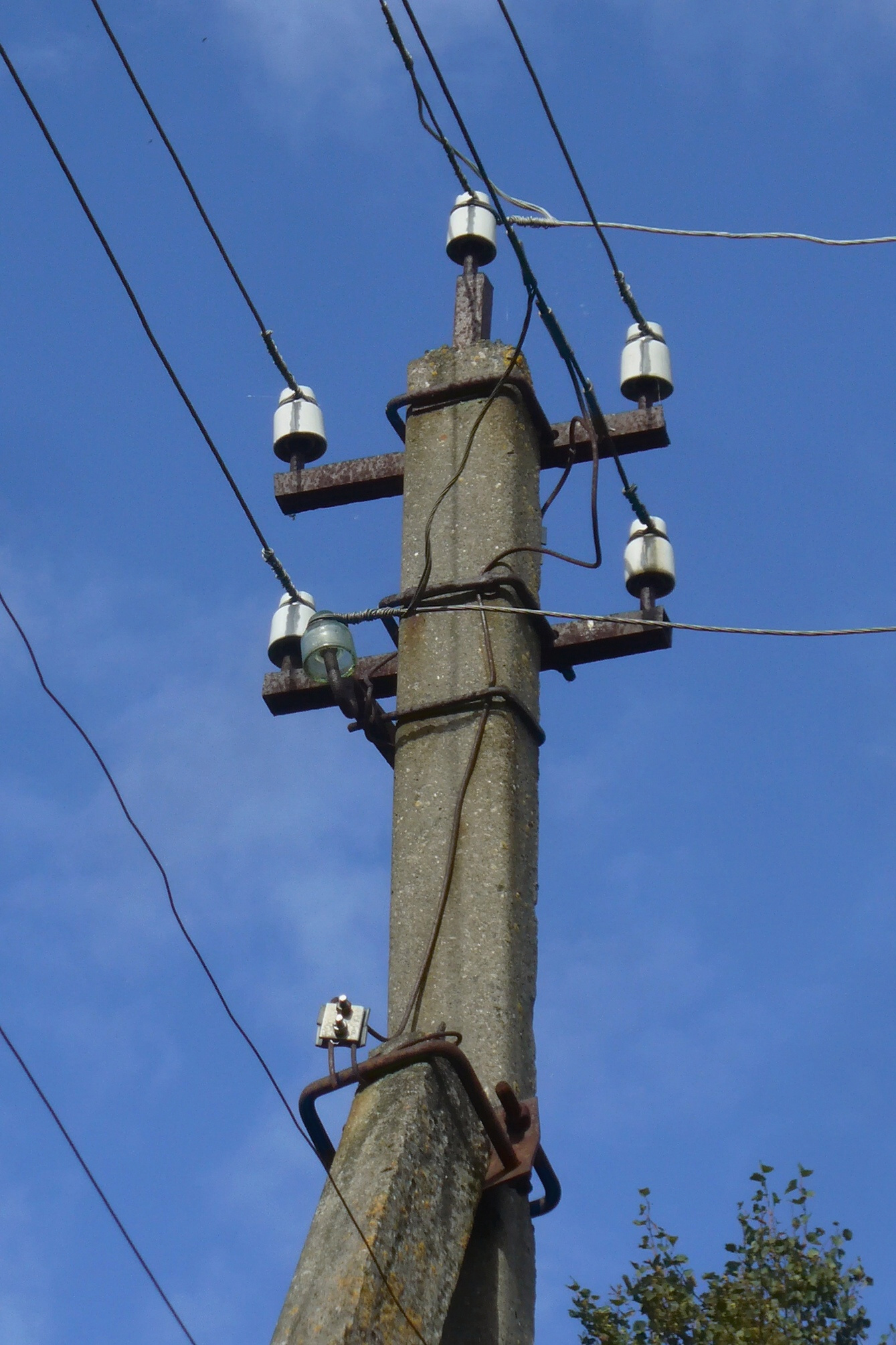
Верхняя часть железобетонной опоры ЛЭП (220/380 В)

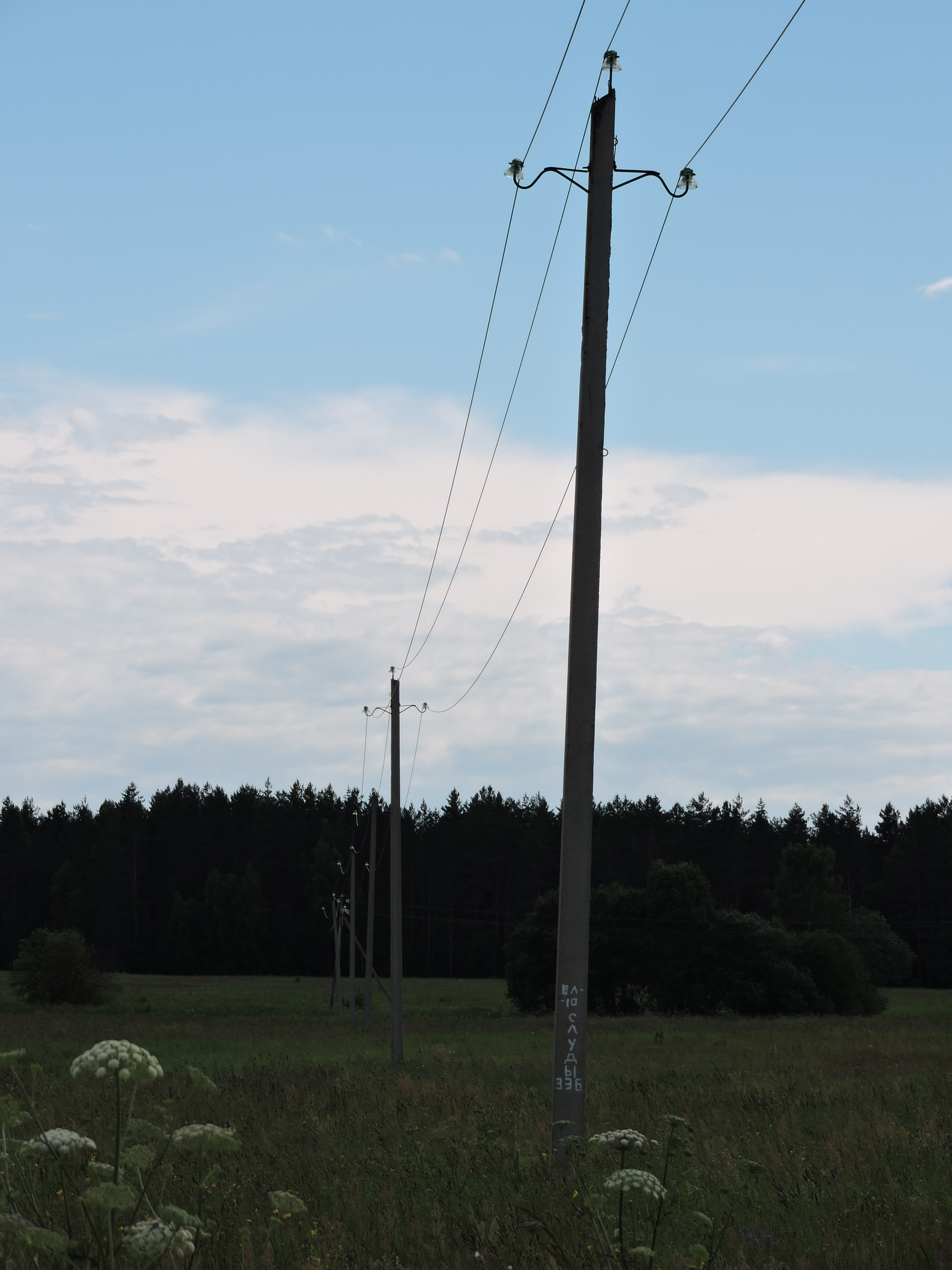
Опоры ЛЭП на 10 кВ, получившие широкое распространение в странах бывшего СССР. Как правило, являются железобетонными, но также часто бывают и деревянными

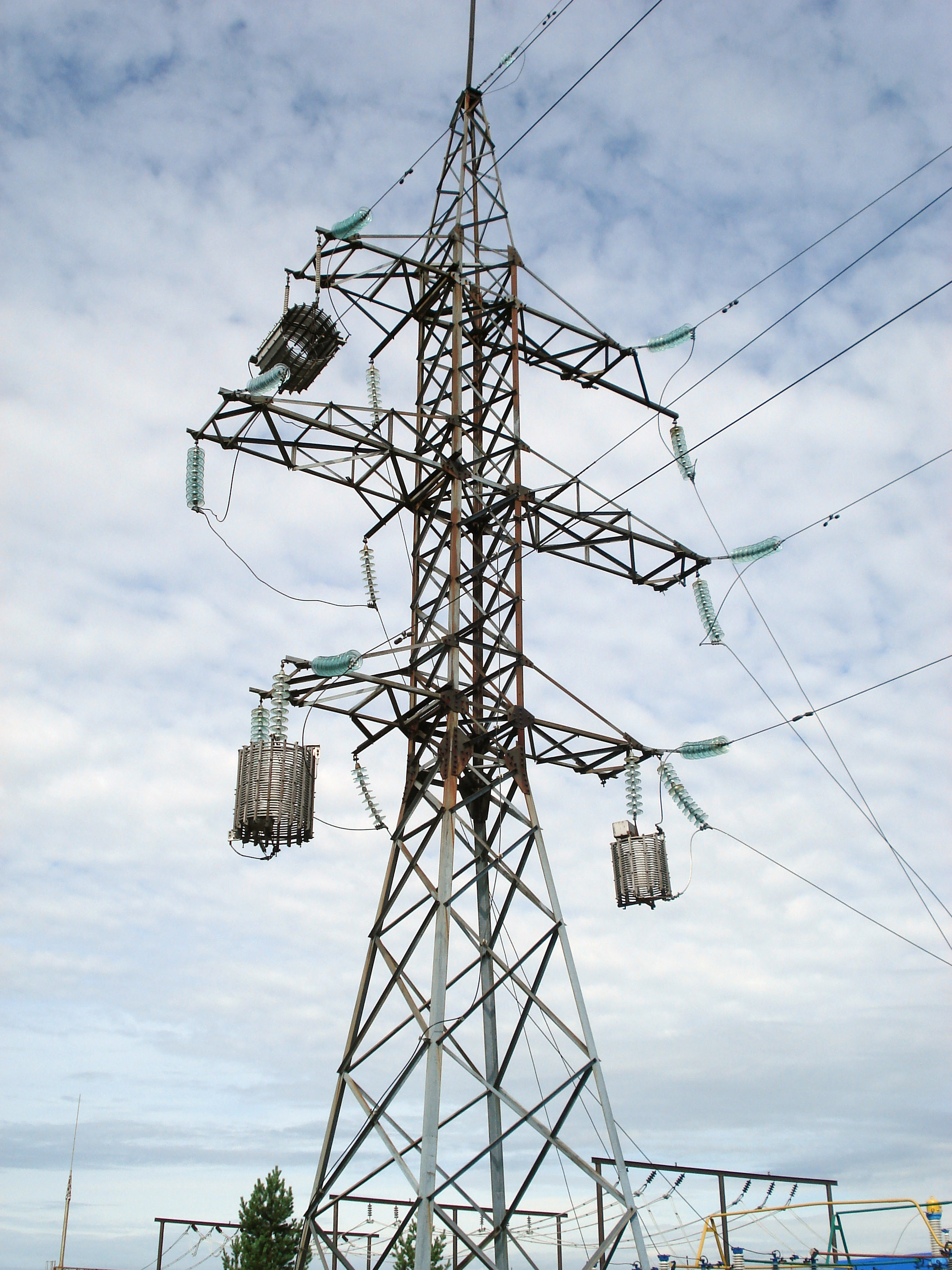
Концевая анкерная опора двухцепной ВЛ 110 кВ с высокочастотными заградителями и самонесущим волоконно-оптическим кабелем в междуфазном пространстве

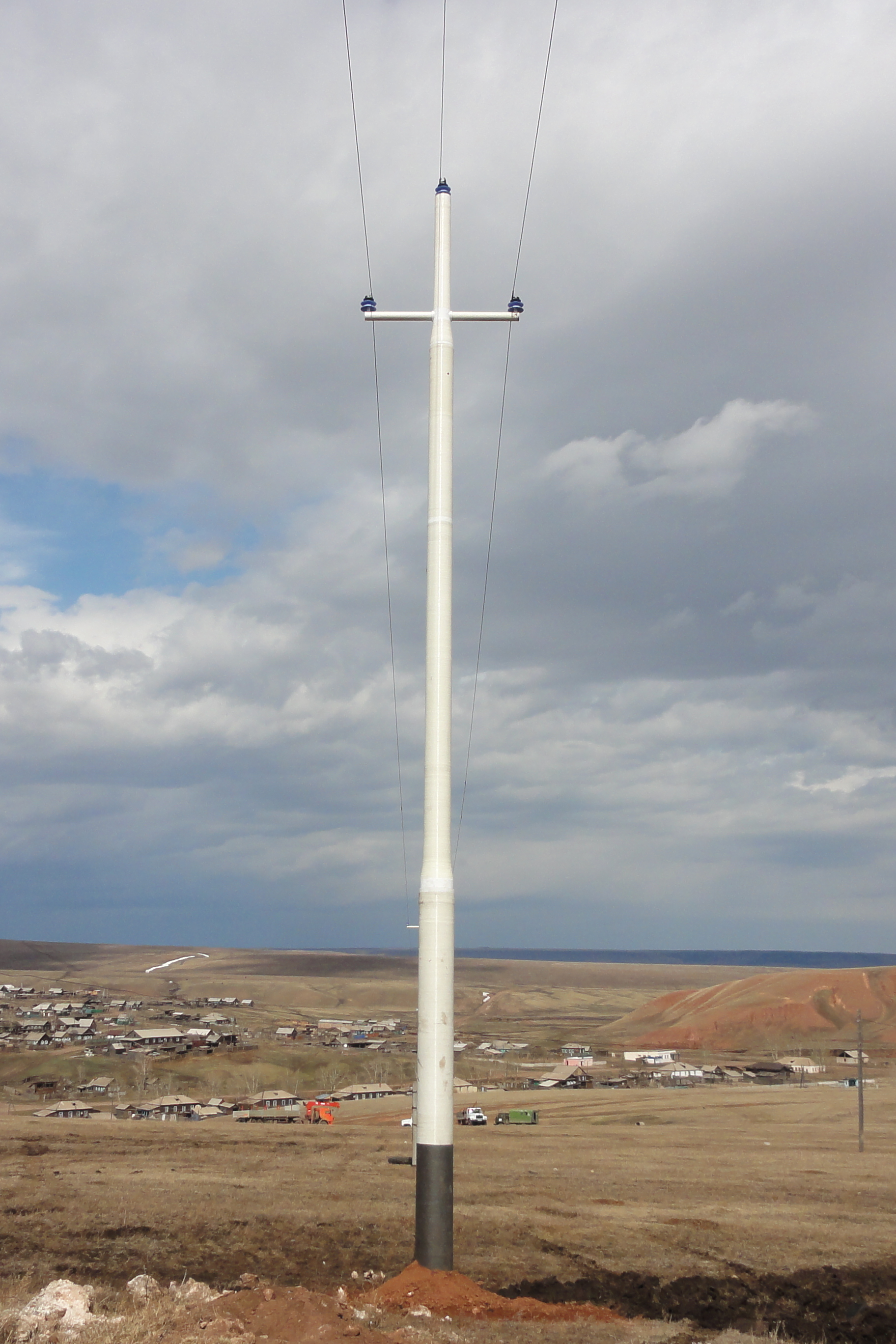
Промежуточная опора из композитного материала

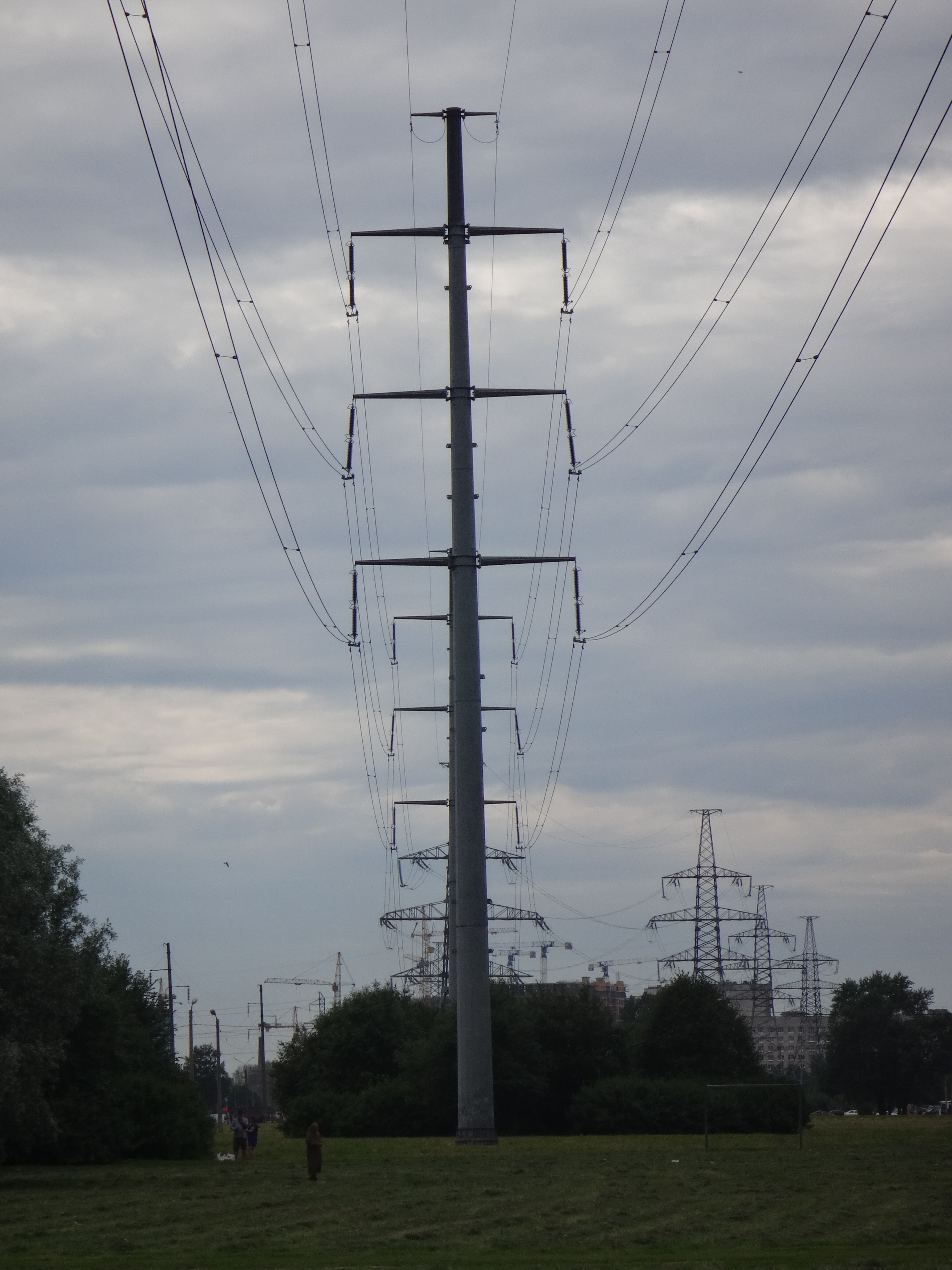
Промежуточная металлическая опора ЛЭП многогранного сечения закрытого профиля. Напряжение 330 кВ. Санкт-Петербург

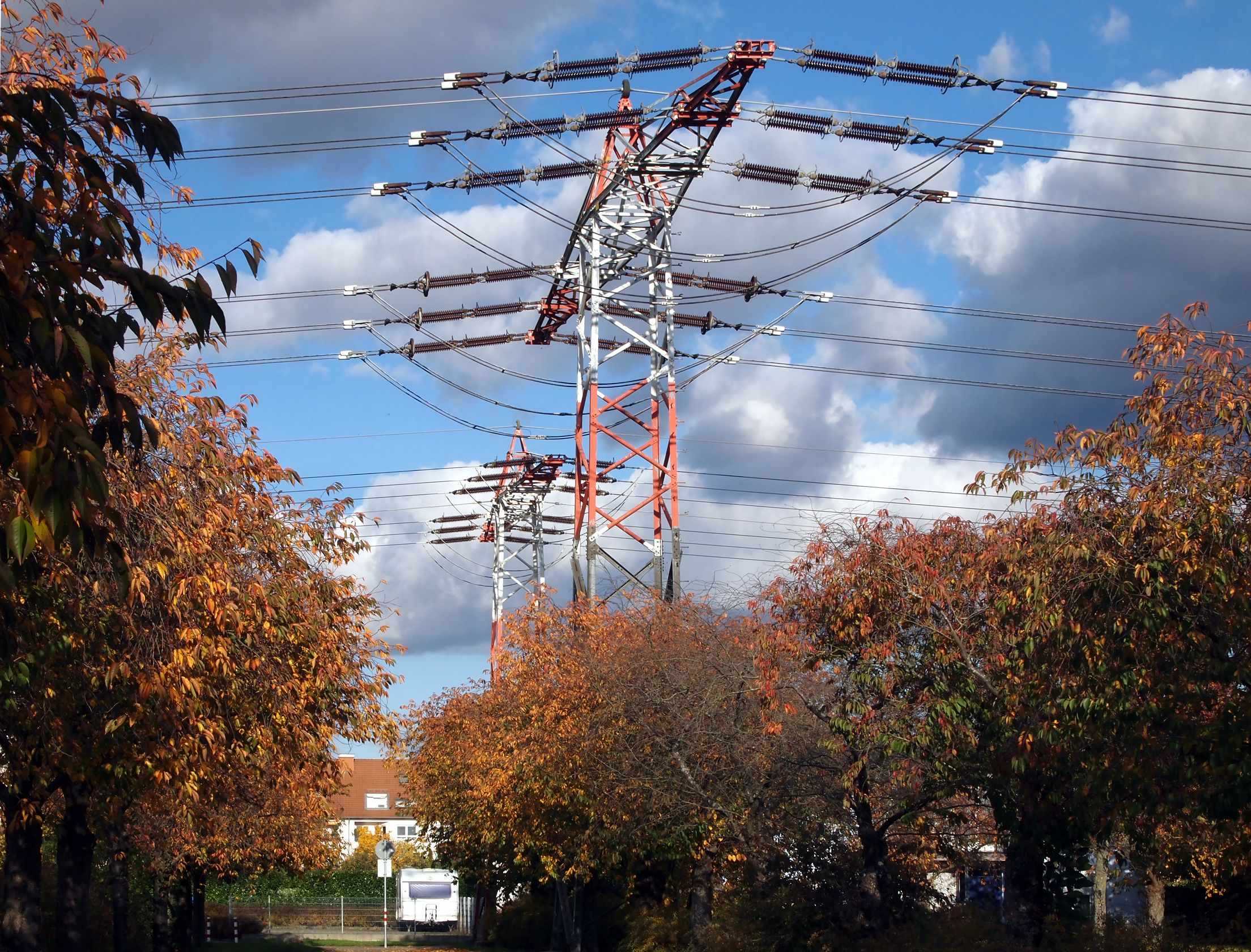
Плоские пилоны возле аэродрома (110 кВ и 220 кВ)

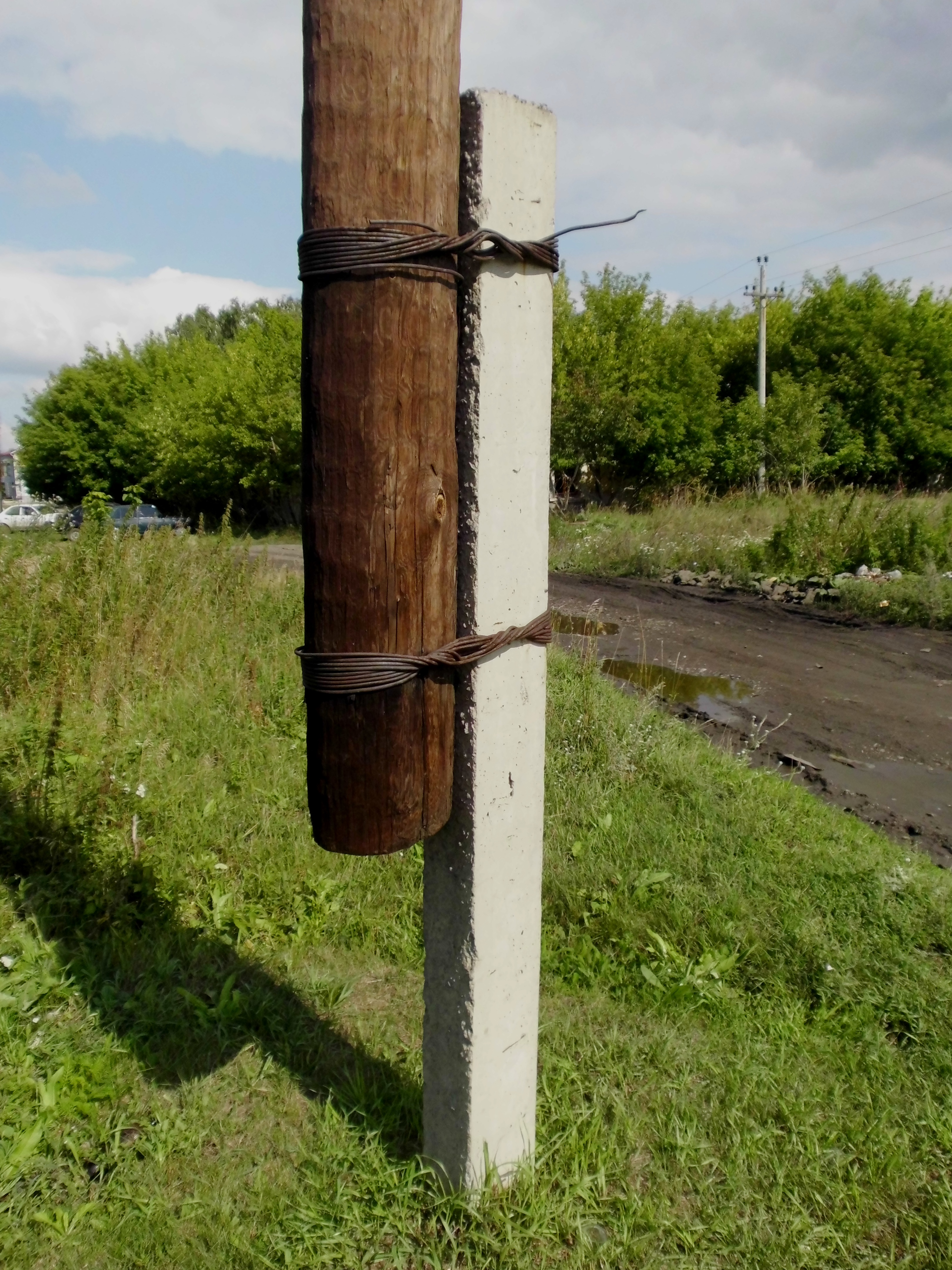
Соединение железобетонной приставки и деревянной опоры воздушной линии на 220/380 В

Опоры ЛЭП предназначены для сооружений линий электропередач при расчётной температуре наружного воздуха до −65 °C и являются одним из главных конструктивных элементов ЛЭП, отвечающим за крепление и подвеску электрических проводов на определённом уровне.
В зависимости от способа подвески проводов опоры делятся на две основные группы:
- опоры промежуточные, на которых провода закрепляются в поддерживающих зажимах;
- опоры анкерного типа, служащие для тяжения проводов; на этих опорах провода закрепляются в натяжных зажимах.

Эти виды опор делятся на типы, имеющие специальное назначение:
- Промежуточные прямые опоры устанавливаются на прямых участках линии. На промежуточных опорах с подвесными изоляторами провода закрепляются в поддерживающих гирляндах, висящих вертикально; на опорах со штыревыми изоляторами закрепление проводов производится проволочной вязкой. В обоих случаях промежуточные опоры воспринимают горизонтальные нагрузки от давления ветра на провода и на опору и вертикальные — от веса проводов, изоляторов и собственного веса опоры.
- Промежуточные угловые опоры устанавливаются на углах поворота линии с подвеской проводов в поддерживающих гирляндах. Помимо нагрузок, действующих на промежуточные прямые опоры, промежуточные и анкерно-угловые опоры воспринимают также нагрузки от поперечных составляющих тяжения проводов и тросов. При углах поворота линии электропередачи более 20° вес промежуточных угловых опор значительно возрастает. При больших углах поворота устанавливаются анкерно угловые опоры.

При установке анкерных опор на прямых участках трассы и подвеске проводов с обеих сторон от опоры с одинаковыми тяжениями горизонтальные продольные нагрузки от проводов уравновешиваются и анкерная опора работает так же, как и промежуточная, то есть воспринимает только горизонтальные поперечные и вертикальные нагрузки. В случае необходимости провода с одной и с другой стороны от опоры можно натягивать с различным тяжением проводов. В этом случае, кроме горизонтальных поперечных и вертикальных нагрузок, на опору будет воздействовать горизонтальная продольная нагрузка.
При установке анкерных опор на углах анкерно-угловые опоры воспринимают нагрузку также от поперечных составляющих натяжения проводов и тросов.
Концевые опоры устанавливаются на концах линии. От этих опор отходят провода, подвешиваемые на порталах подстанций.
Помимо перечисленных типов опор, на линиях применяются также специальные опоры: транспозиционные, служащие для изменения порядка расположения проводов на опорах; ответвлительные — для выполнения ответвлений от основной линии; опоры больших переходов через реки и водные пространства и т. д.
На линиях электропередач применяются деревянные, стальные и железобетонные опоры. Разработаны также опытные конструкции из алюминиевых сплавов и композитных материалов.
Сталь является основным материалом, из которого изготавливаются металлические опоры и различные детали (траверсы, тросостойки, оттяжки) опор. Достоинством стальных опор по сравнению с железобетонными является их высокая прочность при малой массе. Возможность повторного использования в течение всего периода эксплуатации.
По конструктивному решению ствола стальные опоры могут быть отнесены к трем основным схемам — башенным (одно- или многостоечным), портальным или вантовым, по способу закрепления на фундаментах — к свободно стоящим опорам и опорам на оттяжках, по способу соединения элементов разделяются на сварные и болтовые. Также стальные опоры делятся на опоры гибкой конструкции и опоры жёсткой конструкции.
Металлические опоры изготавливаются как из стального уголкового проката (применяется равнобокий уголок), так из гнутого стального профиля постоянного и переменного сечения (это сочетает в себе преимущества конструкций стальных многогранных опор ЛЭП и стальных решетчатых опор башенного типа), кроме того высокие переходные опоры могут быть изготовлены из стальных труб.
В СНГ насчитывается несколько основных центров производства стальных конструкций опор ЛЭП — центральный, уральский и сибирский.

## Классификация опор

### По назначению

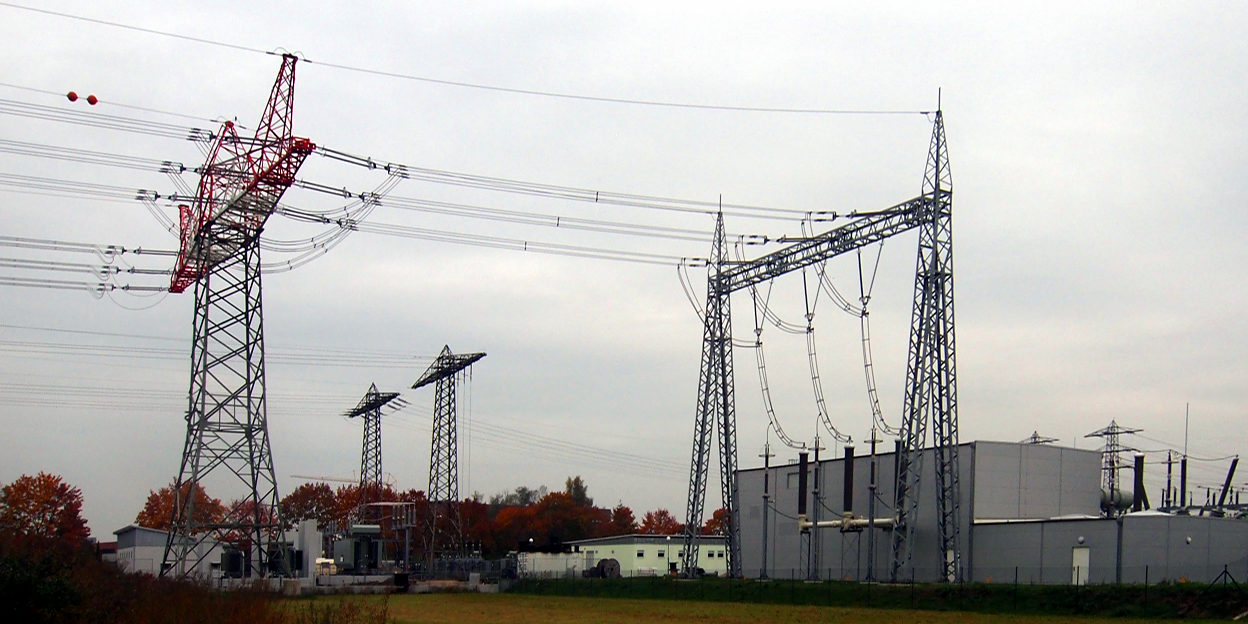
Концевая анкерная опора

- Промежуточные опоры устанавливаются на прямых участках трассы ВЛ, предназначены только для поддержания проводов и тросов и не рассчитаны на нагрузки от тяжения проводов вдоль линии. Обычно составляют 80—90 % всех опор ВЛ.
- Угловые опоры устанавливаются на углах поворота трассы ВЛ, при нормальных условиях воспринимают равнодействующую сил натяжения проводов и тросов смежных пролётов, направленную по биссектрисе угла, дополняющего угол поворота линии на 180°. При небольших углах поворота (до 15—30°), где нагрузки невелики, используют угловые промежуточные опоры. Если углы поворота больше, то применяют угловые анкерные опоры, имеющие более жёсткую конструкцию и анкерное крепление проводов.
- Анкерные опоры устанавливаются на прямых участках трассы для перехода через инженерные сооружения или естественные преграды, воспринимают продольную нагрузку от тяжения проводов и тросов. Их конструкция отличается жесткостью и прочностью.
- Концевые опоры — разновидность анкерных и устанавливаются в конце или начале линии. При нормальных условиях работы ВЛ они воспринимают нагрузку от одностороннего натяжения проводов и тросов.
- Специальные опоры: транспозиционные — для изменения порядка расположения проводов на опорах; ответвлительные — для устройства ответвлений от магистральной линии; перекрёстные — при пересечении ВЛ двух направлений; противоветровые — для усиления механической прочности ВЛ; переходные — при переходах ВЛ через инженерные сооружения или естественные преграды.
- Стилизованные опоры линии электропередачи — опоры-скульптуры, которые кроме основной функции удержания проводов, выполняют эстетическую.

### По способу закрепления в грунте

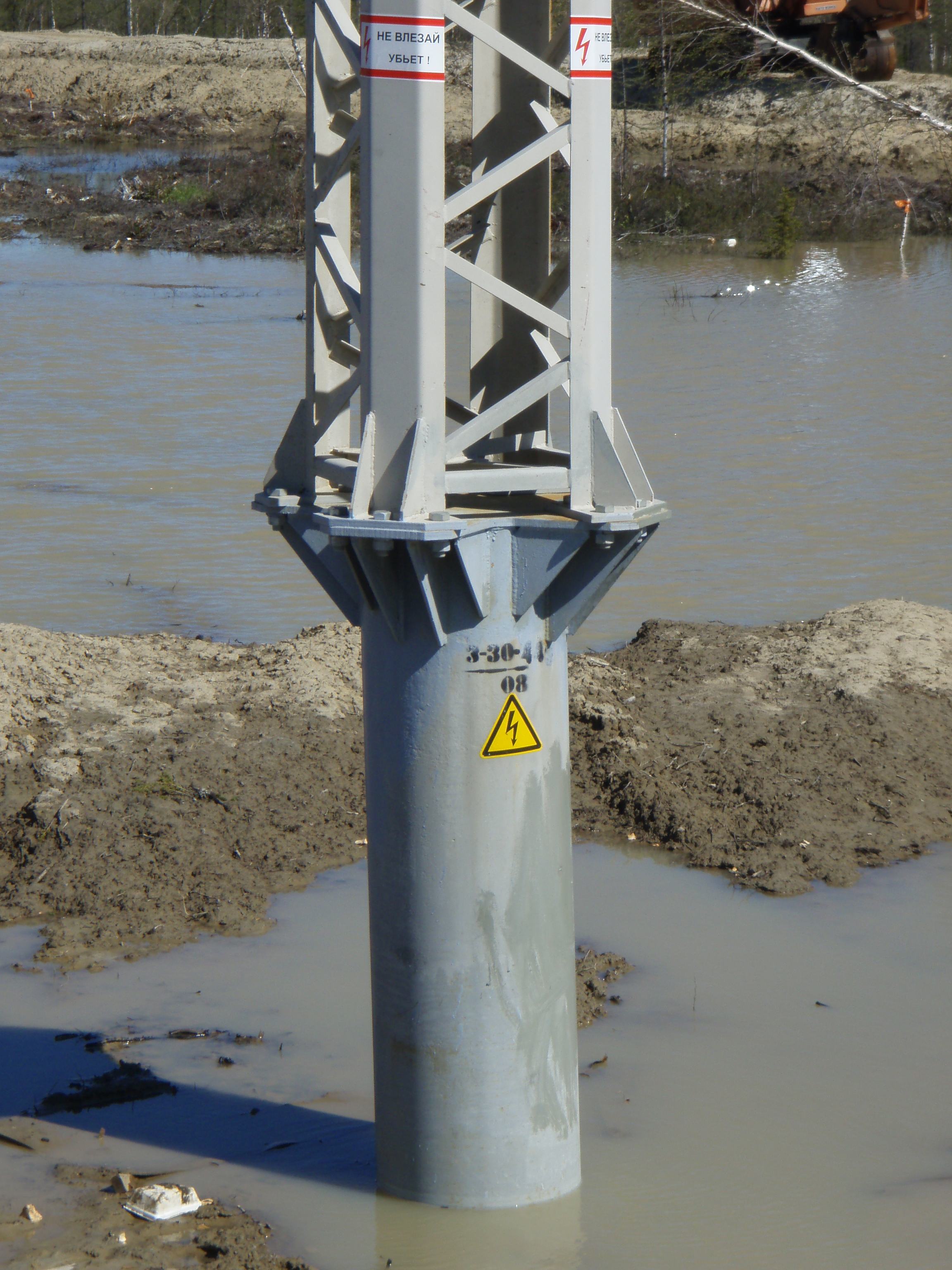
Узкобазовая опора(ГК ЭЛСИ)

- Опоры, устанавливаемые непосредственно в грунт
- Опоры, устанавливаемые на фундаменты
  - классические (с широкой базой более 4 м2), как правило, рамные (каркасные) с заливкой бетоном или пригрузом, засыпанным песчано-гравийной смесью
  - узкобазовые (менее 4 м2) (например: с креплением на стальную трубу, стальную винтовую или железобетонную сваю)

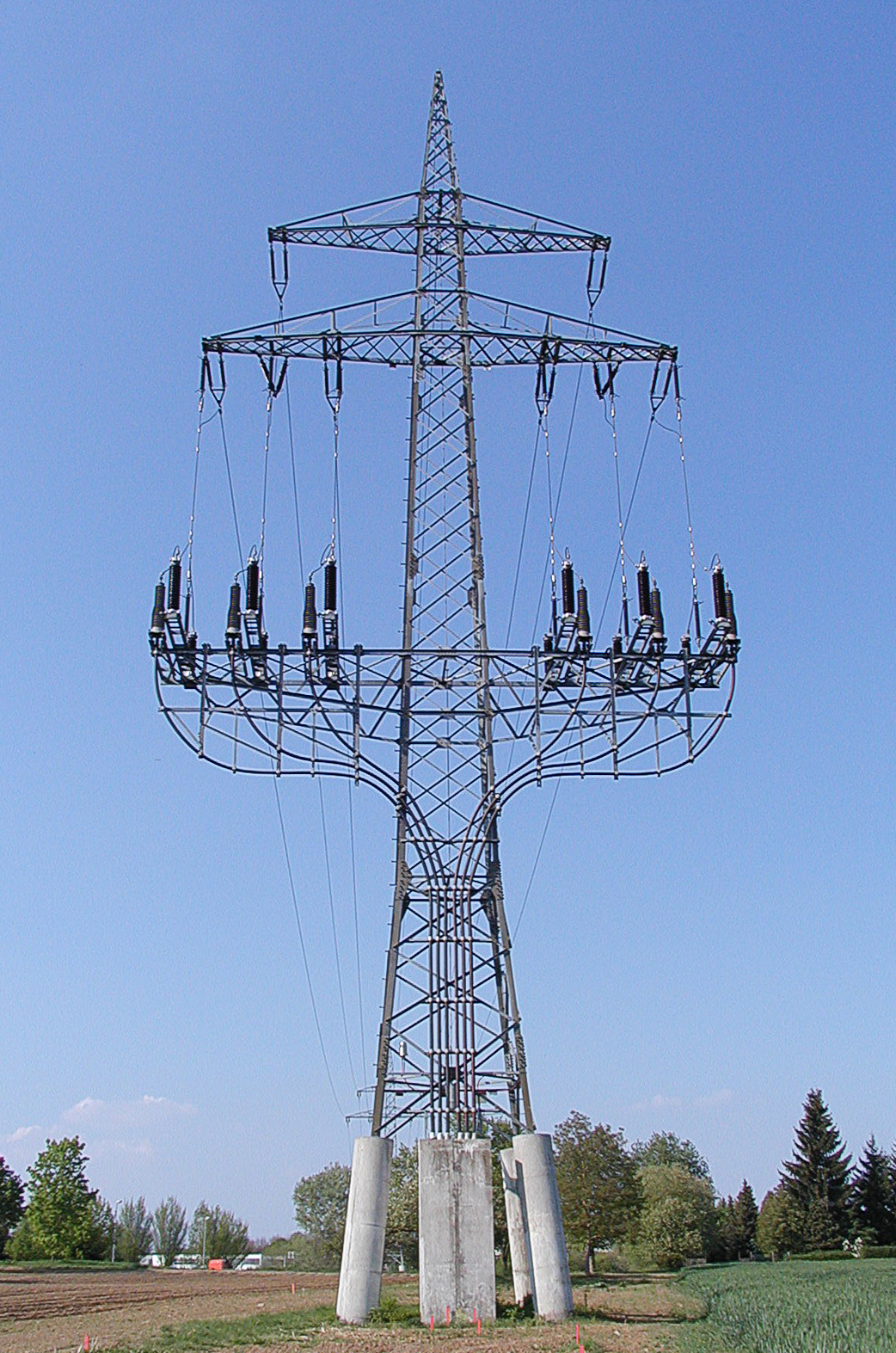
Специальная концевая опора — переход от воздушной линии к подземной кабельной линии

### По конструкции

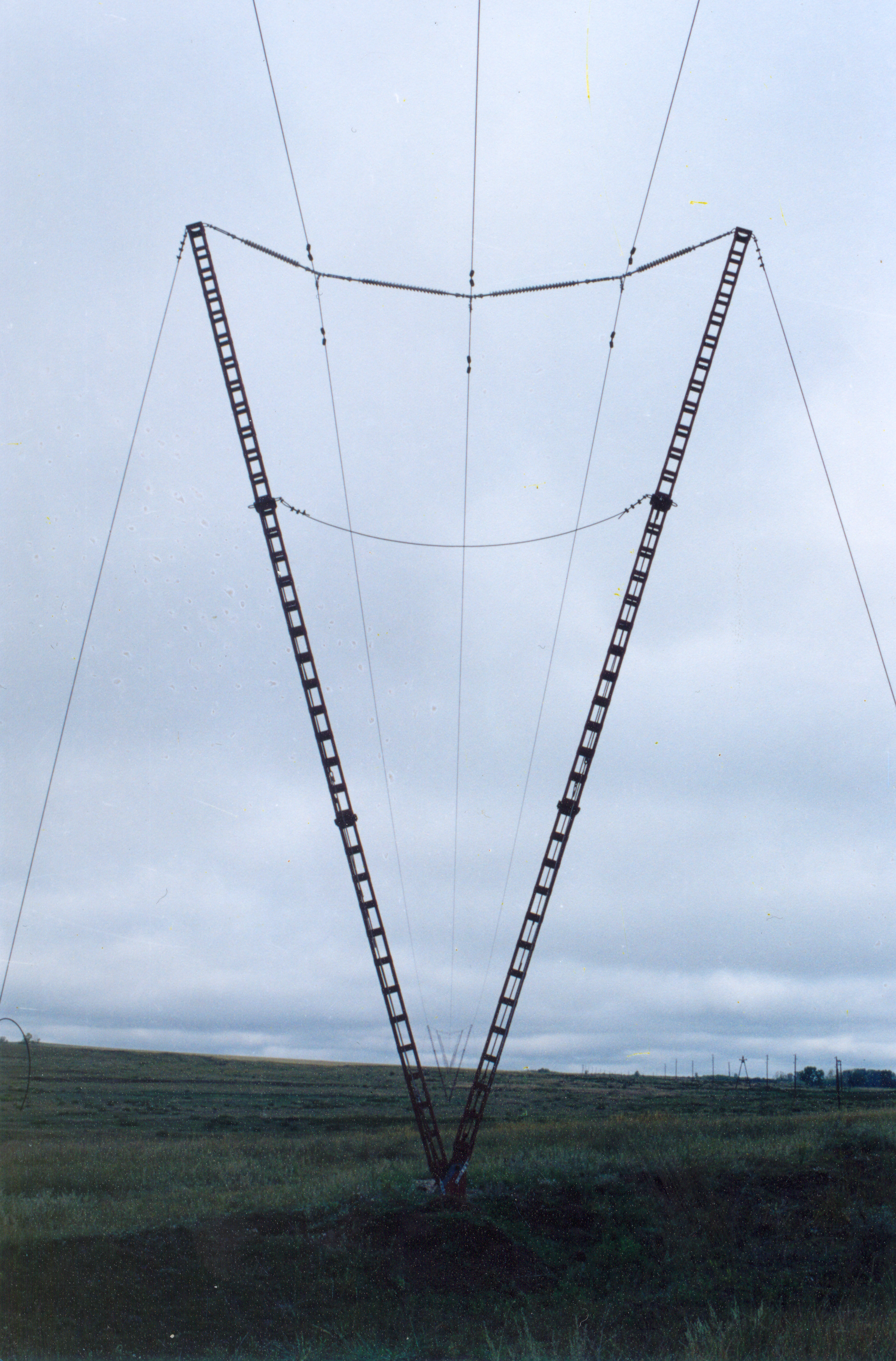
Вантовая опора ПС110ПВ-1М

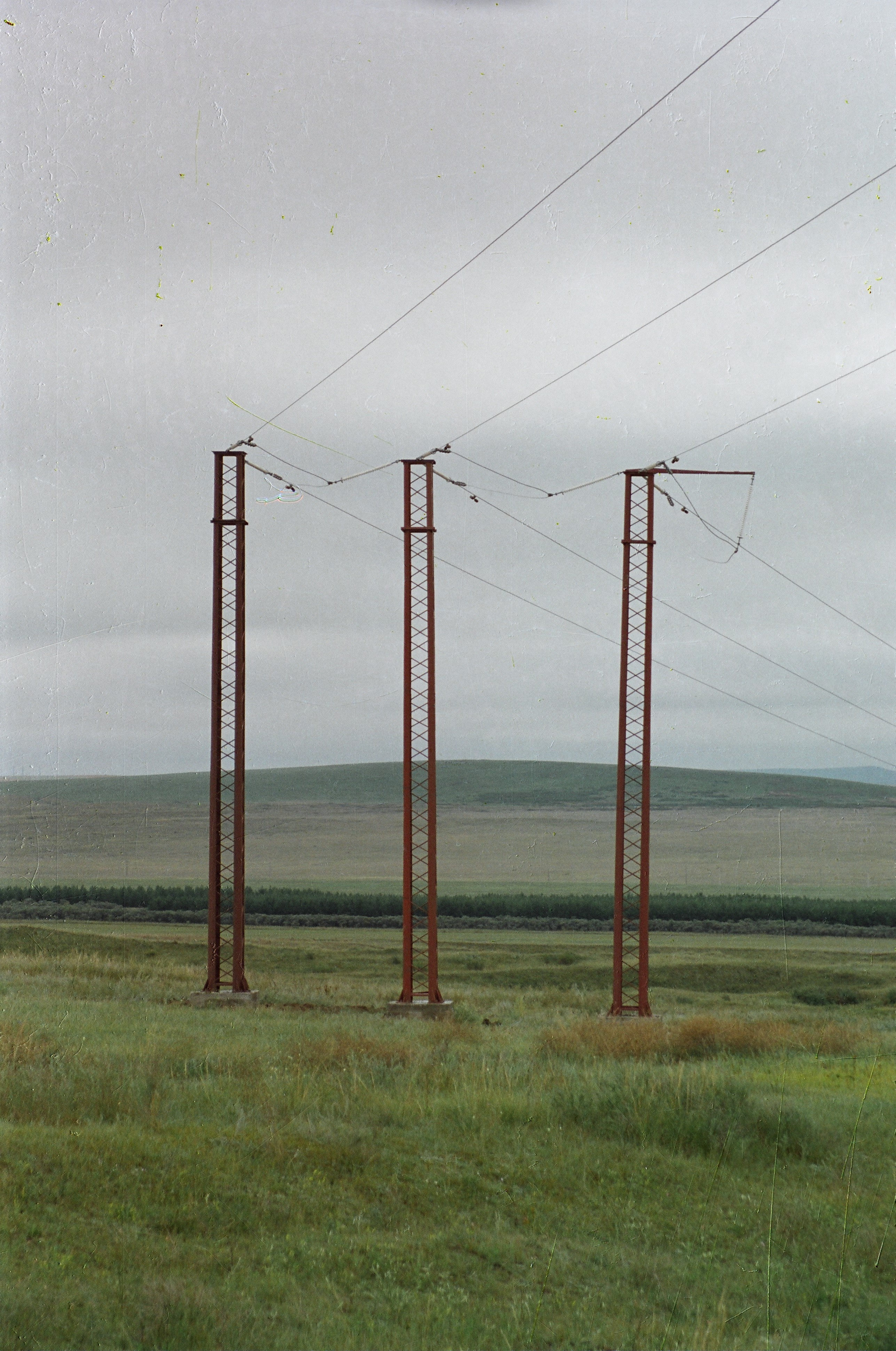
Трехстоечная анкерно-угловая опора 35 кВ конструкции ГК ЭЛСИ

- Свободностоя́щие опоры
  - одностоечные
  - многостоечные
- Опоры с оттяжками
- Вантовые опоры аварийного резерва

### По количеству цепей
- Одноцепные
- Двухцепные
- Многоцепные

### По напряжению
Опоры подразделяются на опоры для линий 0.22, 0.38, 0.4, 6, 10, 35, 110, 150, 220, 330, 400, 500, 750, 1150 кВ. Отличаются эти группы опор размерами и весом. Чем больше напряжение, тем выше опора, длиннее её траверсы и больше её вес. Увеличение размеров опоры вызвано необходимостью получения нужных расстояний от провода до тела опоры и до земли, соответствующих ПУЭ для различных напряжений линий.

### По материалу изготовления

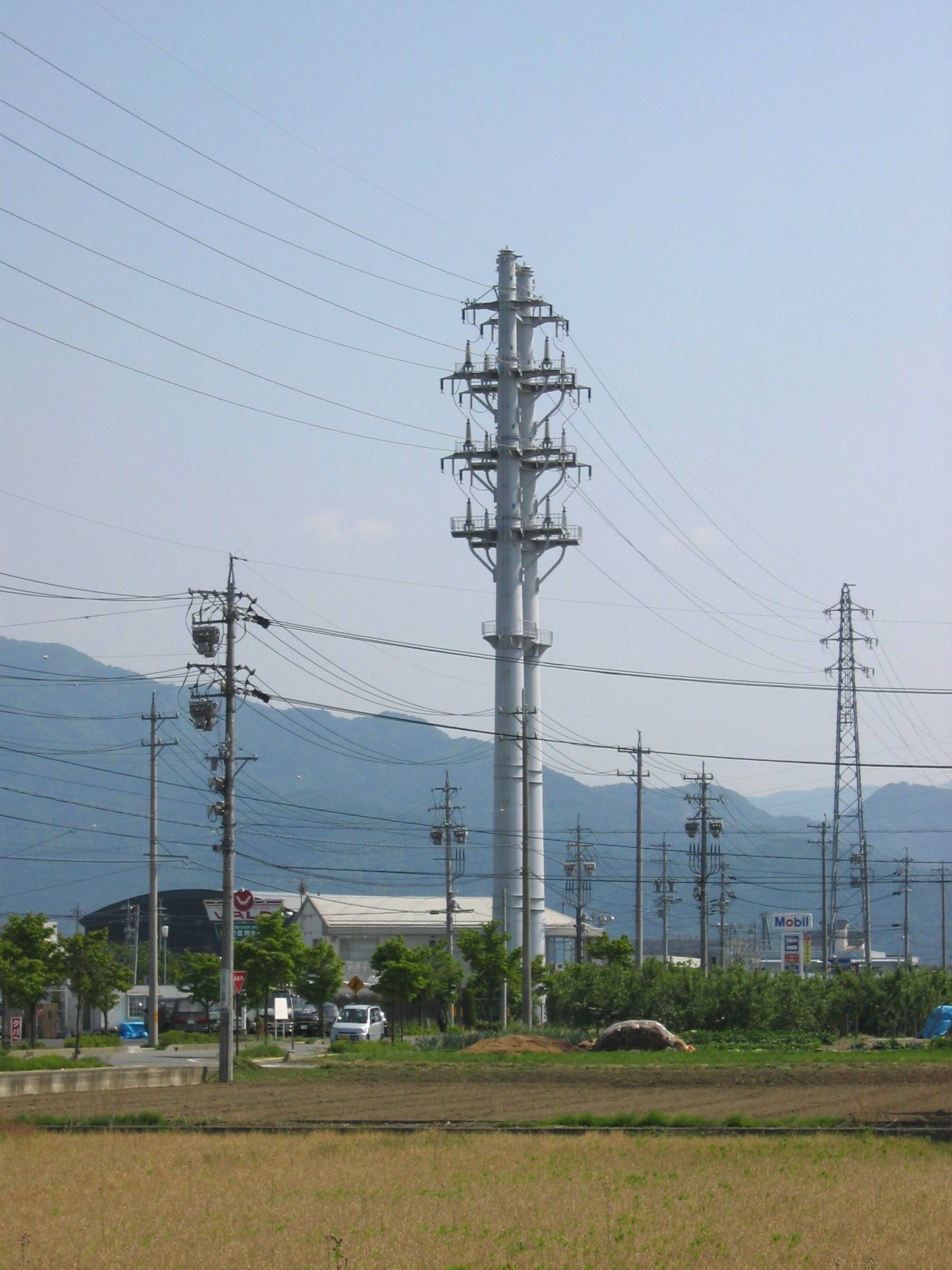
Многогранная металлическая опора

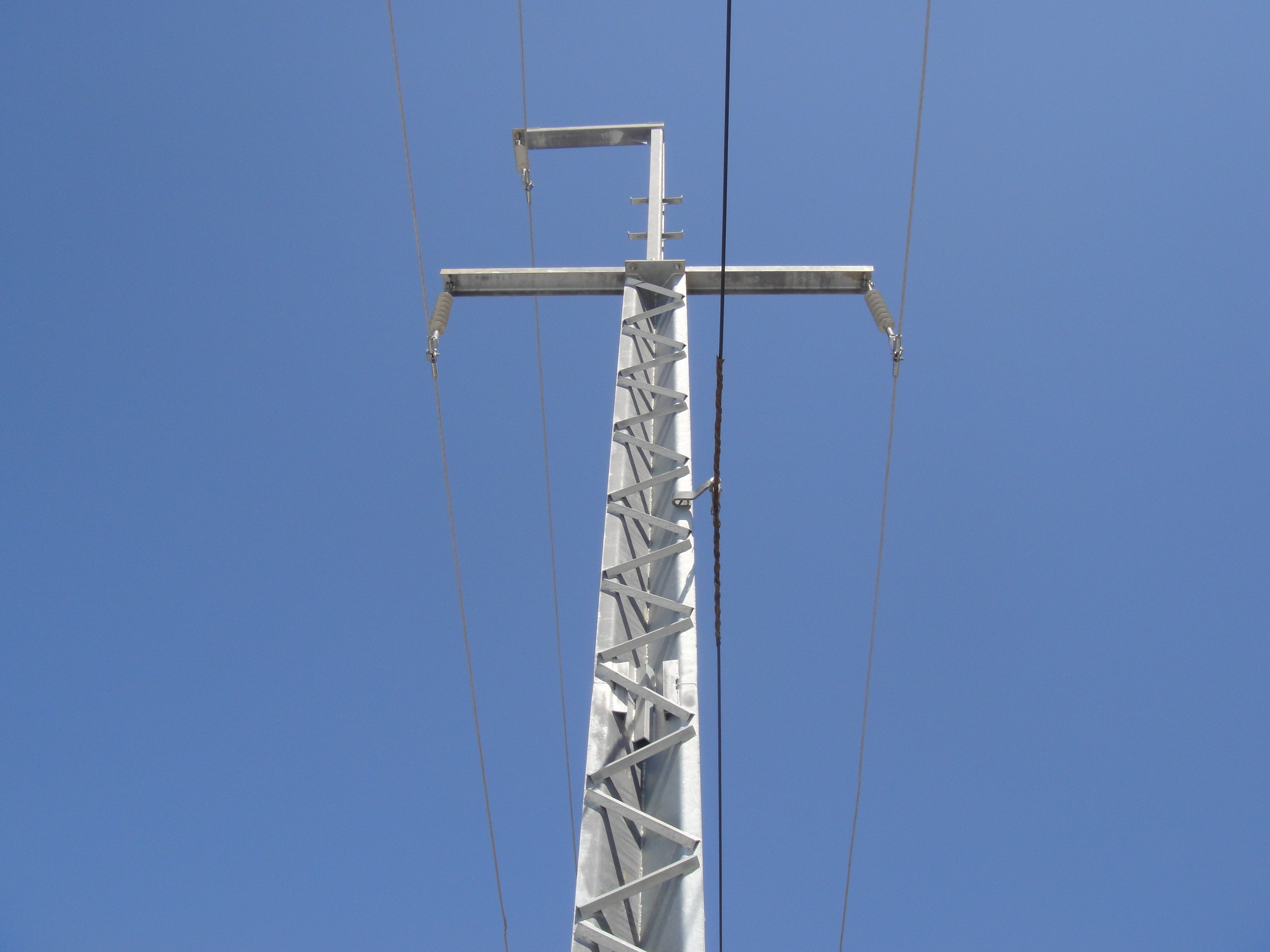
Опора треугольного сечения конструкции ГК ЭЛСИ (ПС10ПИ-6АМ)

- Железобетонные — выполняют из бетона, армированного металлом. Для линий 35—110 кВ и выше обычно применяют опоры из центрифугированного бетона. Достоинством железобетонных опор является их стойкость в отношении коррозии и воздействия химических реагентов, находящихся в воздухе. Основной недостаток значительный вес, относительно высокий процент возникновения дефектов при транспортировке (сколы, трещины) и выкрашивание бетона в приповерхностном слое грунта за счет воздействия влаги и циклического изменения температуры (замерзание-оттаивание).
- Металлические — выполняют из стали специальных марок. Отдельные элементы соединяют сваркой или болтами. Основной недостаток таких опор — коррозия. Как правило, для предотвращения окисления и коррозии поверхность металлических опор оцинковывают (в том числе методом газотермического напыления) или периодически окрашивают специальными красками.
  - Металлические решётчатые опоры
  - Металлические многогранные опоры
    - закрытого профиля (шести-, восьми- и т. д. гранники)
    - открытого профиля (треугольного и квадратного сечения)

  - Опоры из стальных труб

- Деревянные — выполняют из круглых брёвен. Наиболее распространены сосновые опоры и несколько меньше опоры из лиственницы. Деревянные опоры применяют для линий напряжением до 220/380 В включительно в СНГ и до 345 В в США, однако кое-где до сих пор можно увидеть применение деревянных опор в линиях 6, 10, 35 и 110 кВ. Основные достоинства этих опор — малая стоимость (при наличии местной древесины) и простота изготовления. Основной недостаток — гниение древесины, особенно интенсивное в месте соприкосновения опоры с почвой. Пропитка древесины специальным антисептиками (в странах СНГ повсеместно обычно применяют креозот) увеличивает срок её службы с 4—6 до 15—25 лет. Для увеличения срока службы деревянную опору обычно выполняют не из целого бревна, а составной: из более длинной основной стойки и короткого стула, пасынка, или железобетонной приставки. Стул скрепляют с основной стойкой при помощи проволочного бандажа либо цепи. Широко применяют составные деревянные опоры с железобетонными стульями. Деревянные опоры выполняют А-образными или П-образными. П-образная конструкция является более устойчивой, но требует бо́льших капиталовложений из-за повышенного расхода материала по сравнению с А-образной.
- Композитные — сравнительно новый тип опор. Получают распространение в США, Канаде, Норвегии, Китае. В России введено в экспериментальную эксплуатацию несколько участков ЛЭП различных классов напряжений с композитными опорами. Преимущества композитных опор обусловлены их диэлектрическими свойствами, хорошей устойчивостью к сложным климатическим условиям (ветер, гололед, циклы замораживание-оттаивание), а также малой массой, позволяющей вести их монтаж в труднодоступных местах.

Срок службы железобетонных и металлических оцинкованных или периодически окрашиваемых опор достигает 50 лет и более в определённых климатических условиях. Стоимость металлических и железобетонных опор значительно превышает стоимость деревянных опор. Выбор того или иного материала для опор обусловливается экономическими соображениями, а также наличием соответствующего материала в районе сооружения линии.

### Дополнительные факты
На некоторых тепловых электростанциях роль опор выполняют дымовые трубы. Известны следующие примеры:
| Страна     | Город           | Средство                         | Высота дымохода | Год постройки дымохода | Напряжение линии | Примечания            |
| ---------- | --------------- | -------------------------------- | --------------- | ---------------------- | ---------------- | --------------------- |
| Россия     | Архангельск     | Архангельская ТЭЦ                | 170 m           |                        | 220 кВ           | 1 труба               |
| Россия     | Санкт-Петербург | Выборгская ТЭЦ                   | 120 m           |                        | 110 кВ           | 1 труба               |
| Россия     | Тобольск        | Тобольская ТЭЦ                   | 270 m / 240 m   | 1980/1986              | 220 кВ / 110 кВ  | 2 трубы               |
| Россия     | Энергетик       | Ириклинская ГРЭС                 | 250 m / 180 m   |                        | 500 кВ / 220 кВ  | 3 трубы               |
| Россия     | Кашира          | Каширская ГРЭС                   | 250 m           | 1966                   | 220 кВ           | 1 труба               |
| Россия     | Конаково        | Конаковская ГРЭС                 | 180 m           | 1965                   | 220 кВ           | 2 трубы               |
| Россия     | Коряжма         | ТЭЦ-1 Котласского ЦБК            | 105 m           | 1961                   | 220 кВ           | 1 труба               |
| Молдавия   | Днестровск      | Молдавская ГРЭС                  | 180 m           |                        | 330 кВ / 110 кВ  | 3 трубы               |
| Германия   | Гельзенкирхен   | Шолвенская электростанция (нем.) | 300 m           | 1970                   | 220 кВ           | 1 труба               |
| Украина    | Бурштын         | Бурштынская ТЭС                  | 250 m / 180 m   |                        | 330 кВ           | 3 трубы               |
| Украина    | Украинка        | Трипольская ТЭС                  | 180 m           | 1968/1972              | 330 кВ           | 2 трубы               |
| Литва      | Электренай      | Литовская электростанция         | 250 m / 150 m   | 1968                   | 330 кВ           | 2 трубы, демонтирован |
| Белоруссия | Новолукомль     | Лукомльская ГРЭС                 | 250 m           | 1969                   | 330 кВ           | 3 трубы               |

Пожалуйста, добавьте дополнительные примеры

Дымовые трубы в качестве опор
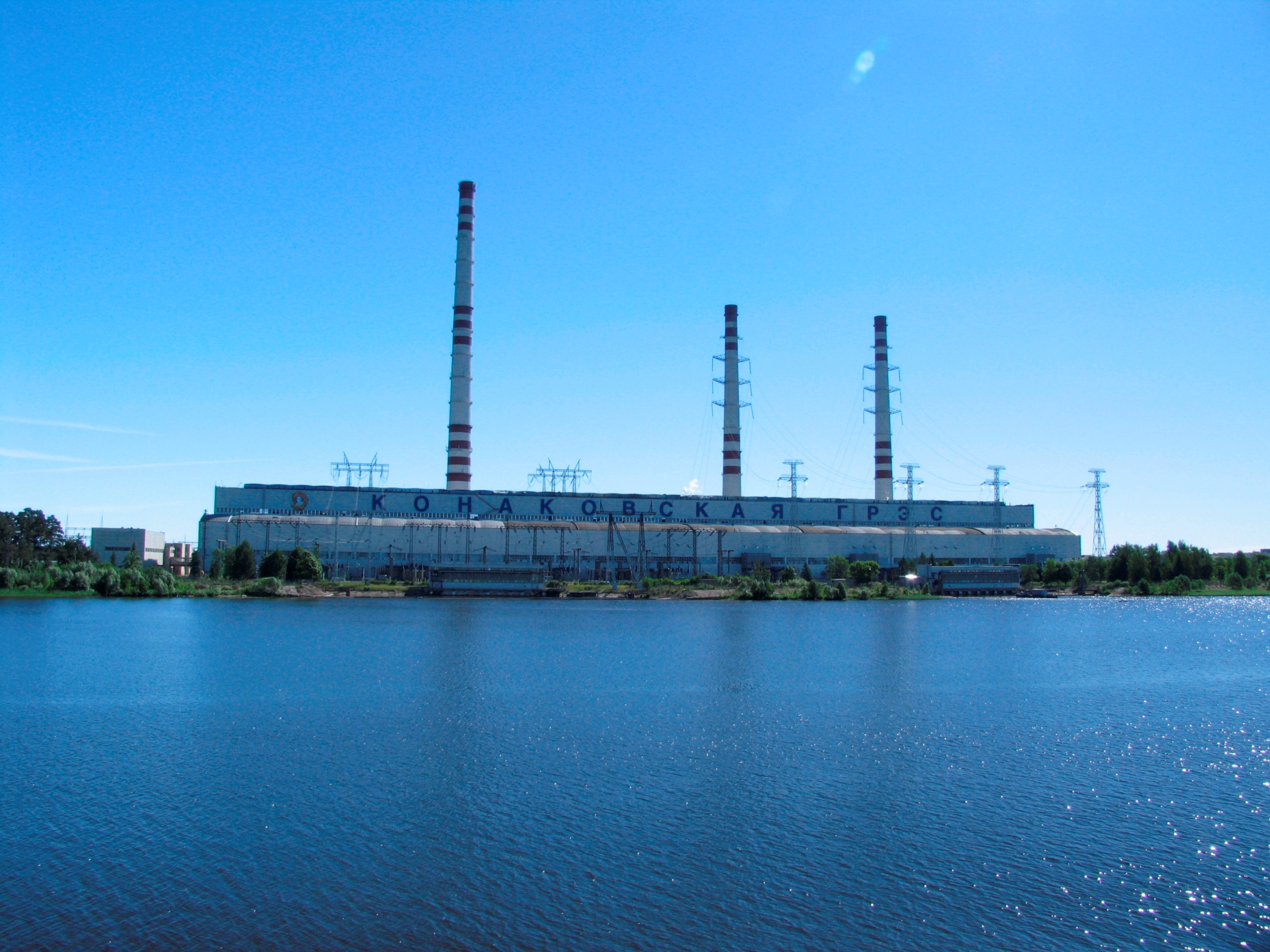
Конаковская ГРЭС
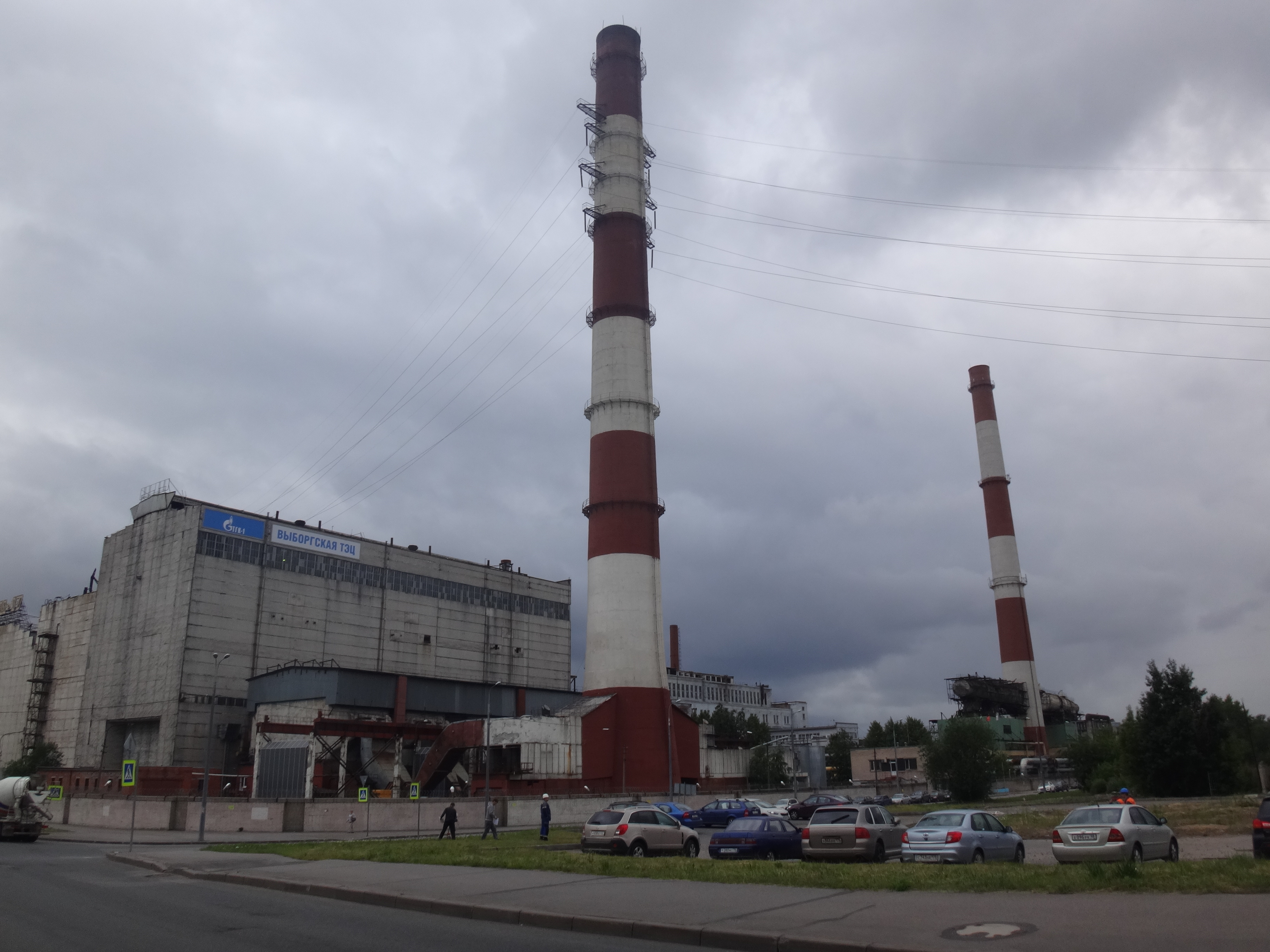
Выборгская ТЭЦ
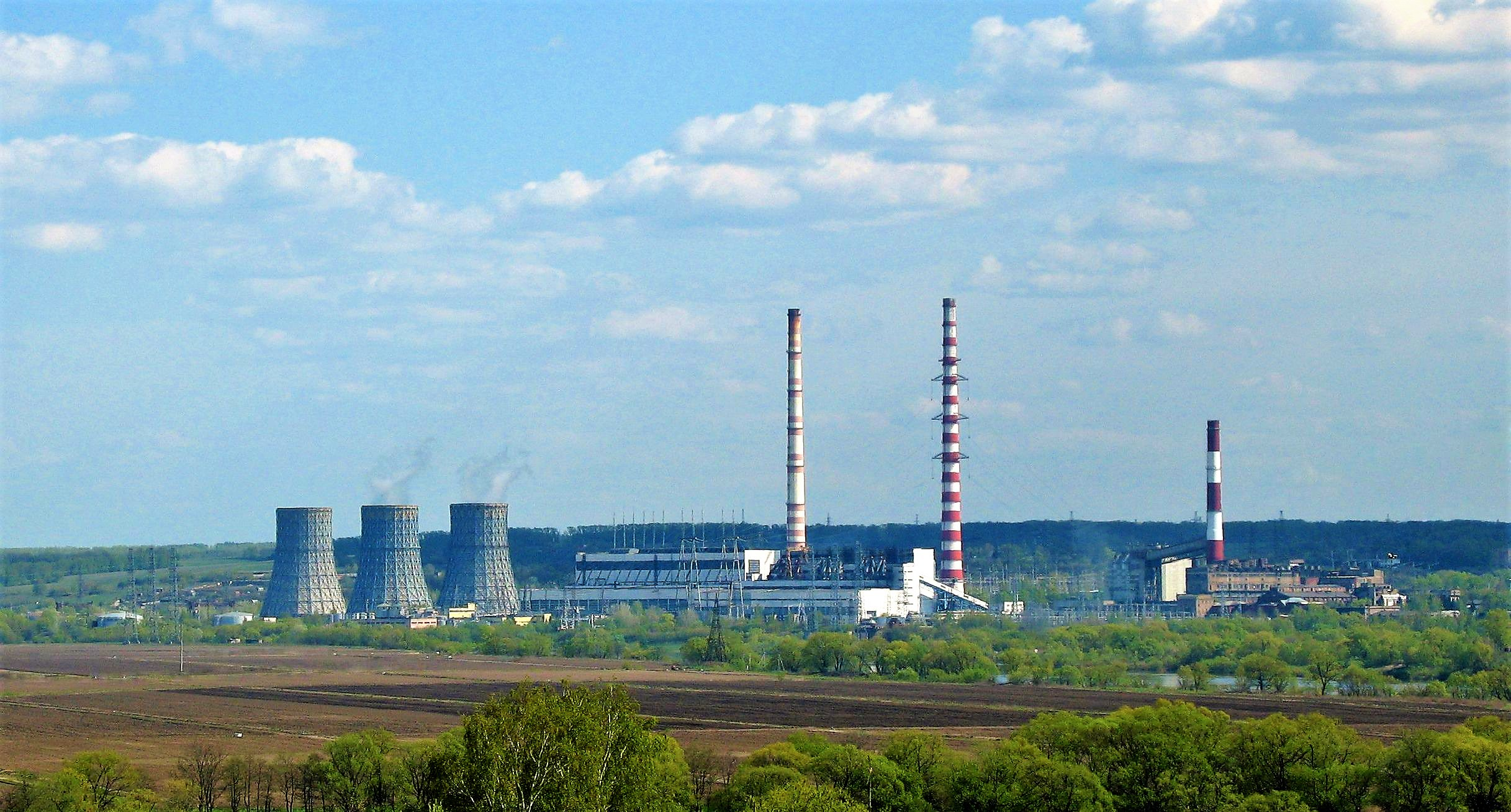
Каширская ГРЭС
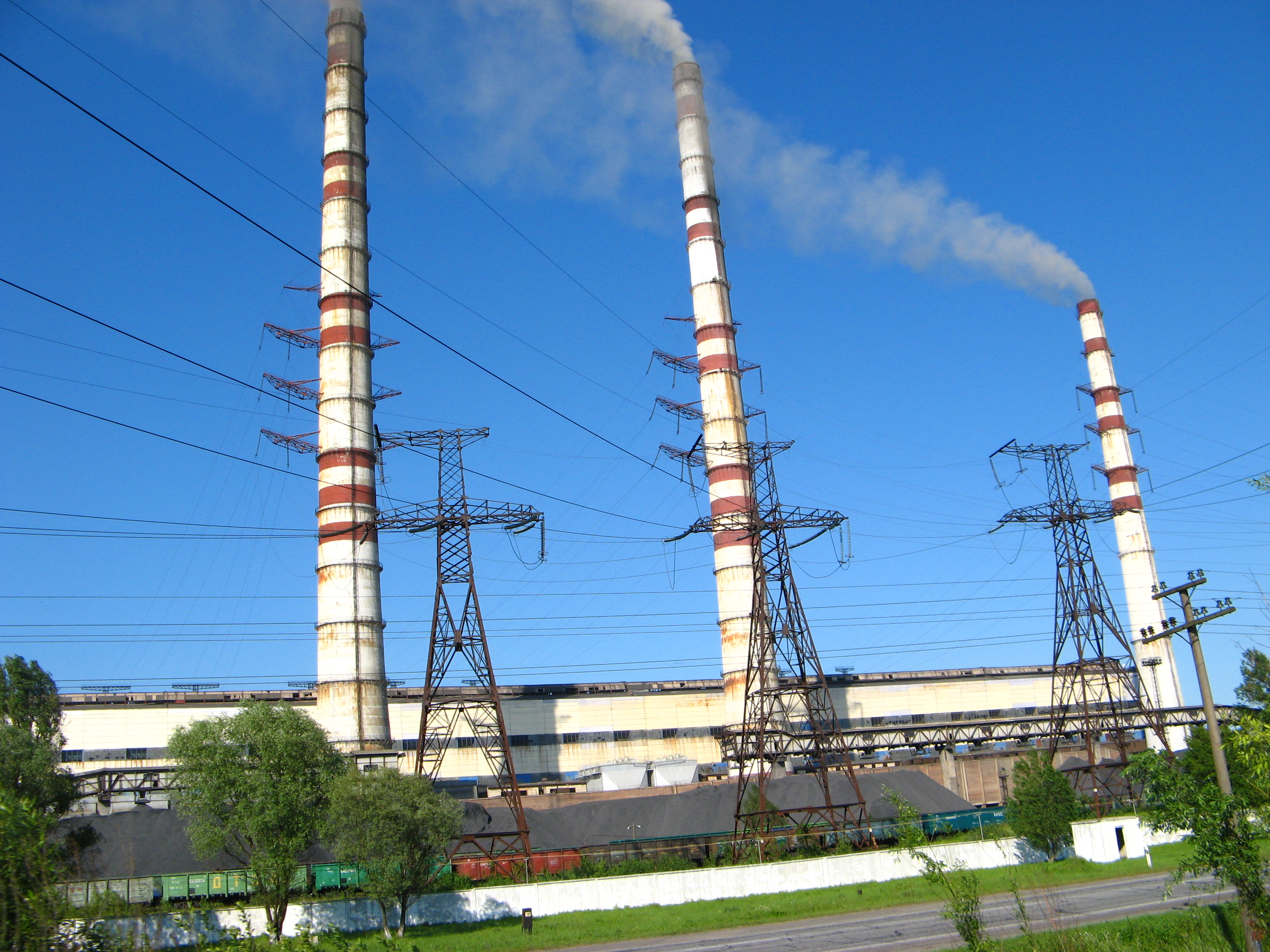
Бурштынская ТЭС

## Унификация опор
На основании многолетней практики строительства, проектирования и эксплуатации ВЛ определяются наиболее целесообразные и экономичные типы и конструкции опор для соответствующих климатических и географических районов и проводится их унификация.

## Обозначение опор
Для металлических и железобетонных опор ВЛ 35—330 кВ в СНГ принята условная система обозначения.
| Буквы        | Что обозначают                                       |
| ------------ | ---------------------------------------------------- |
| П, ПС        | промежуточные опоры                                  |
| ПВС          | промежуточные опоры с внутренними связями            |
| ПУ, ПУС      | промежуточные угловые                                |
| ПП           | промежуточные переходные                             |
| АУ, У, УС    | анкерно-угловые                                      |
| А            | анкерные                                             |
| К, КС        | концевые                                             |
| Б            | железобетонные (не распространяется на опоры 500 кВ) |
| М            | Многогранные                                         |
| Отсутствие Б | стальные                                             |
| ПК           | Промежуточные композитные                            |

Цифры после букв обозначают класс напряжения. Наличие буквы «т» указывает на тросостойку с двумя тросами, буквы «п» — на изменение взаимного расположения проводов на опоре (обычно заключается в переносе проводов верхнего или нижнего яруса на средний ярус). Цифра через дефис указывает количество цепей: нечётное — одноцепная линия, четное — двух и многоцепные, или типоисполнение опоры. Цифра через «+» означает высоту приставки к базовой опоре (применимо к металлическим опорам). Система обозначений соответствует конструкторской документации заводов-изготовителей и может отличаться от условно принятой формы.
Примеры:
- АС35/110П-1ТМ — металлическая (стальная) анкерная опора для ВЛ 35 и 110 кВ из гнутого профиля
- У110-2+14 — металлическая анкерно-угловая двухцепная опора с подставкой 14 м;
- УС110-3 — металлическая анкерно-угловая одноцепная специальная (с горизонтальным расположением проводов) опора;
- УС110-5 — металлическая анкерно-угловая одноцепная специальная (для городской застройки — с уменьшенной базой и увеличенной высотой подвеса) опора (геометрически аналогична опоре У110-2+5);
- ПС10П-6АМ — промежуточная стальная для ВЛ 10 кВ из гнутого профиля;
- ПМ220-1 — промежуточная металлическая многогранная одноцепная опора;
- У220-2т — металлическая анкерно-угловая двухцепная опора с двумя тросами;
- ПБ110-4 — промежуточная железобетонная двухцепная опора;
- ПМ110-4ф — промежуточная металлическая многогранная двухцепная опора с конструктивно отдельным фундаментом. У другого изготовителя имеет маркировку ППМ110-2 (переходная), хотя конструктивно аналогичная;
- ПК110-1 — промежуточная композитная одноцепная опора для ВЛ 110 кВ;
- ПК10-2И — промежуточная композитная опора для ВЛИ 10 кВ.

## Самые высокие опоры
В настоящее время самые высокие опоры установлены на переходе ЛЭП-220 через морской пролив на архипелаг Чжоушань в Китае, на острове Дамао. Места установки опор: 29°56′02″ с. ш. 122°02′10″ в. д. и 29°54′41″ с. ш. 122°01′26″ в. д.. Высота обеих опор составляет 370 метров, каждая имеет вес 5999 тонн. Воздушный переход, построенный в 2009—2010 годах, имеет длину 2700 метров.
Самые высокие опоры ЛЭП в мире — в КНР — 380 м (2017)
В России высота самой высокой опоры ЛЭП, находящейся в городе Балаково, составляет 197 метров. Тип опоры АТ-178. Координаты опоры: 52°02′52″ с. ш. 47°46′41″ в. д. 

## Экзотические опоры
В мире построены уникальные и очень редкие опоры воздушных линий электропередачи. Выше речь шла о дымовых трубах электростанций, выполняющих роль опор. Также имеются опоры в виде Джокера и Микки Мауса. В России к Зимней олимпиаде 2014 года по пути в Красную Поляну были установлены опоры в виде барса и летящего лыжника. А в 2016 году на территории Пермской ГРЭС в городе Добрянка возвели опоры для ЛЭП в виде огромных футболистов, приуроченные к Чемпионату мира по футболу-2018. Высота каждой опоры — 25 метров.

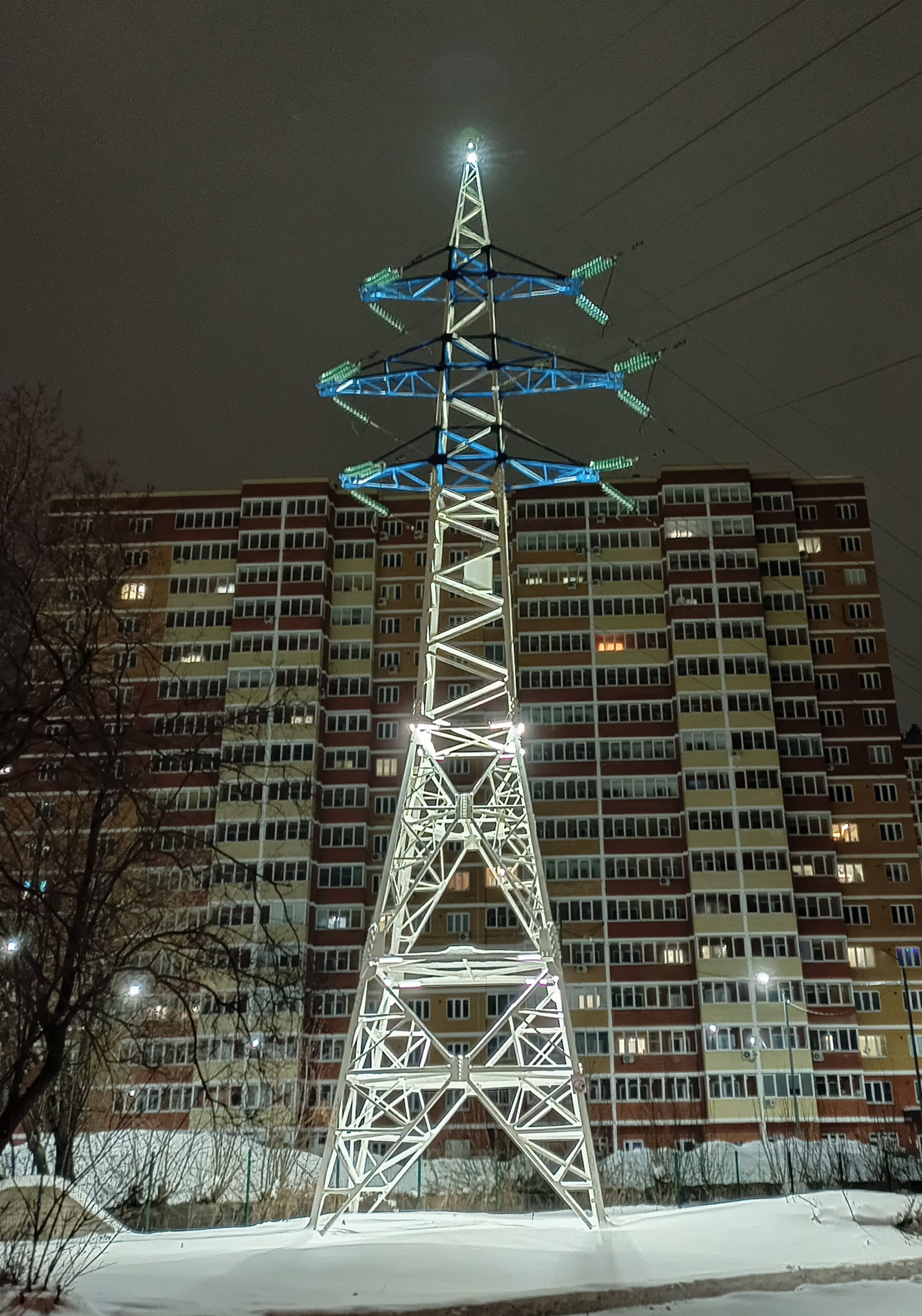
Подсвеченная опора ЛЭП в Туле

3 стилизованных опоры ЛЭП установлены в Калининградской области. Одна — в виде футбольного символа к Чемпионату мира по футболу 2018 года и две — в виде якорей. Инженерные сооружения смонтировали в 2018 году по индивидуальному проекту и по инициативе АО «Янтарьэнерго». Все опоры действующие. Конструкция в виде фигуры футбольного персонажа, волка Забиваки,, который бьет по мячу, это часть воздушных линий 110 киловольт, которые связывают подстанции в Зеленоградске, Пионерском и поселке Муромское. Замена опоры проведена в рамках реконструкции этих линий. Нестандартная опора ЛЭП обеспечивает энергоснабжение международного аэропорта «Храброво» и Зеленоградского городского округа. Высота энергообъекта сопоставима с 12-этажным домом и составляет 37 метров. Ещё одна достопримечательность Калининграда — самые высокие в стране стилизованные опоры ЛЭП 330 киловольт в виде якорей на берегу реки Преголи. Их высота — 112 метров. Опоры действующие, это часть линии электропередачи, которая строится для технологического присоединения Прегольской ТЭС. Надежность конструкций обеспечивают 240 свай. Опоры способны выдержать максимальный напор ветра до 36 м/с, устоять в жару и холод до + и — 35 градусов. По всей высоте опор установлено сигнальное освещение, что делает конструкции заметными в темное время суток для кораблей и жителей города.

## Специальные модели
В России есть в нескольких местах электрические опоры специальной конструкции.
| Место          | Дизайн            | Напряжение | Тросы | Высота       | Год постройки | Координаты                                        | Источник |
| -------------- | ----------------- | ---------- | ----- | ------------ | ------------- | ------------------------------------------------- | --- |
| Калининград    | Якорь             | 330 кВ     | 3     | 112 метров   | 2018 г.       | 54.691523 N 20.385062 E ; 54.689387 N 20.391676 E | (https://www.newkaliningrad.ru/news/briefs/community/20471006-v-kaliningrade-ustanovili-112-metrovye-opory-lep-pretenduyushchie-na-rekord-rossii.html Архивная копия от 28 июня 2020 на Wayback Machine) |
| Зеленоградск   | Забивака          | 110 кВ     | 6     | 37 метров    | 2018 г.       | 54.921223 N 20.456454 E                           | (https://www.newkaliningrad.ru/news/community/18947943-na-primorskom-koltse-zavershili-stroitelstvo-lep-v-vide-volka-zabivaki-foto.html Архивная копия от 18 октября 2019 на Wayback Machine)            |
| Добрянка       | футболисты        | 220 кВ     | 3     | 25 метров    | 2018 г.       | 58.492521 N 56.357208 E                           | |
| Белгород       | Герб              | 110 кВ     | 6     | 26 метров    | 2019 г.       | 50.597154930525626 N 36.56070199676302 E          | (https://bel.cultreg.ru/places/1578/opora-lep-v-vide-gerba-belgoroda Архивная копия от 26 июня 2020 на Wayback Machine)                                                                                  |
| Владимир       | Богатырь          | 110 кВ     | 6     | 29 метров    | 2020 г.       | 56.17663956929505 N 40.49852762934977 E           | (https://newsvladimir.ru/?p=modules&modname=news&r=fullnews&id=522656 Архивная копия от 28 июня 2020 на Wayback Machine)                                                                                 |
| Воронеж        | Маяк              | 110 кВ     | 6     | 29 метров    | 2020 г.       | 51.657303666831545 N 39.2358760778266 E           | (https://riavrn.ru/news/v-voronezhe-postroili-stilizovannuyu-pod-mayak-lep-vysotoy-46-m/ Архивная копия от 26 июня 2020 на Wayback Machine)                                                              |
| Красная Поляна | Ирбис             | 110 кВ     | 6     | 35 метров    | 2014 г.       | 43.652300368639835 N 40.1522866657848 E           | (https://denisanikin.livejournal.com/203921.html Архивная копия от 26 июня 2020 на Wayback Machine) |
| Сочи           | Лыжник            | 110 кВ     | 3     | 32 метра     |               | 43.5347178 N 40.0050523 E                         | (http://www.skijumpingrus.ru/issues/news_698.html Архивная копия от 26 июня 2020 на Wayback Machine) |
| Рязань         | Парашют           | 110 кВ     | 8     | 100 метров   | 2020 г.       | 54.642978 N 39.667244 E                           | (https://ya62.ru/news/society/oporu_lep_v_vide_parashyuta_v_ryazani_planiruyut_vvesti_v_rabotu_28_dekabrya/)                                                                                             |
| Калуга         | Ракета            | 110 кВ     | 6     | 41,11 метров | 2019 г.       | 54.512165 N 36.212254 E                           | |
| Курск          | Антоновка         | 110 кВ     | 6     | 30 метров    | 2022 г.       | 51.789609 N 36.167877 E                           | |
| Ярославль      | Медведь с секирой | 110 кВ     | 6     | 30 метров    | 2022 г.       | 57.585256 N 39.856719 E                           | |